# Yongdu (métro de Séoul)
Yongdu  (en coréen 용두역) est une station de passage de la branche Seongsu de la ligne 2 du métro de Séoul. Elle est située 129, Cheonho-daero, dans l'arrondissement Dongdaemun-gu, à Séoul en Corée du Sud.
Ouverte en 2005, elle est desservie par les rames, de la ligne 2, qui circulent sur la branche Seongsu.

## Situation sur le réseau

Plan du réseau (2023)

Établie en souterrain, la station de passage Yongdu est située, sur la branche Seongsu de la ligne 2 du métro de Séoul. Entre la station Sindap en direction de Seongsu, station de bifurcation qui permet les correspondances avec la ligne principale circulaire, et la station Sinseol-dong terminus nord-ouest de la branche.

## Histoire
La station Yongdu est mise en service le 20 octobre 2005, c'est un ajout sur une ligne déjà en service.

## Services aux voyageurs

### Accès et accueil
Établie au 129, Cheonho-daero, la station dispose de cinq accès, numérotés de 1 à 5. Elle est notamment équipée d'automates pour l'achat de titres de transports.

### Desserte
Yongdu est desservie par les rames qui circulent sur la branche Seongsu, entre Seongsu et Sinseol-dong.

Installations
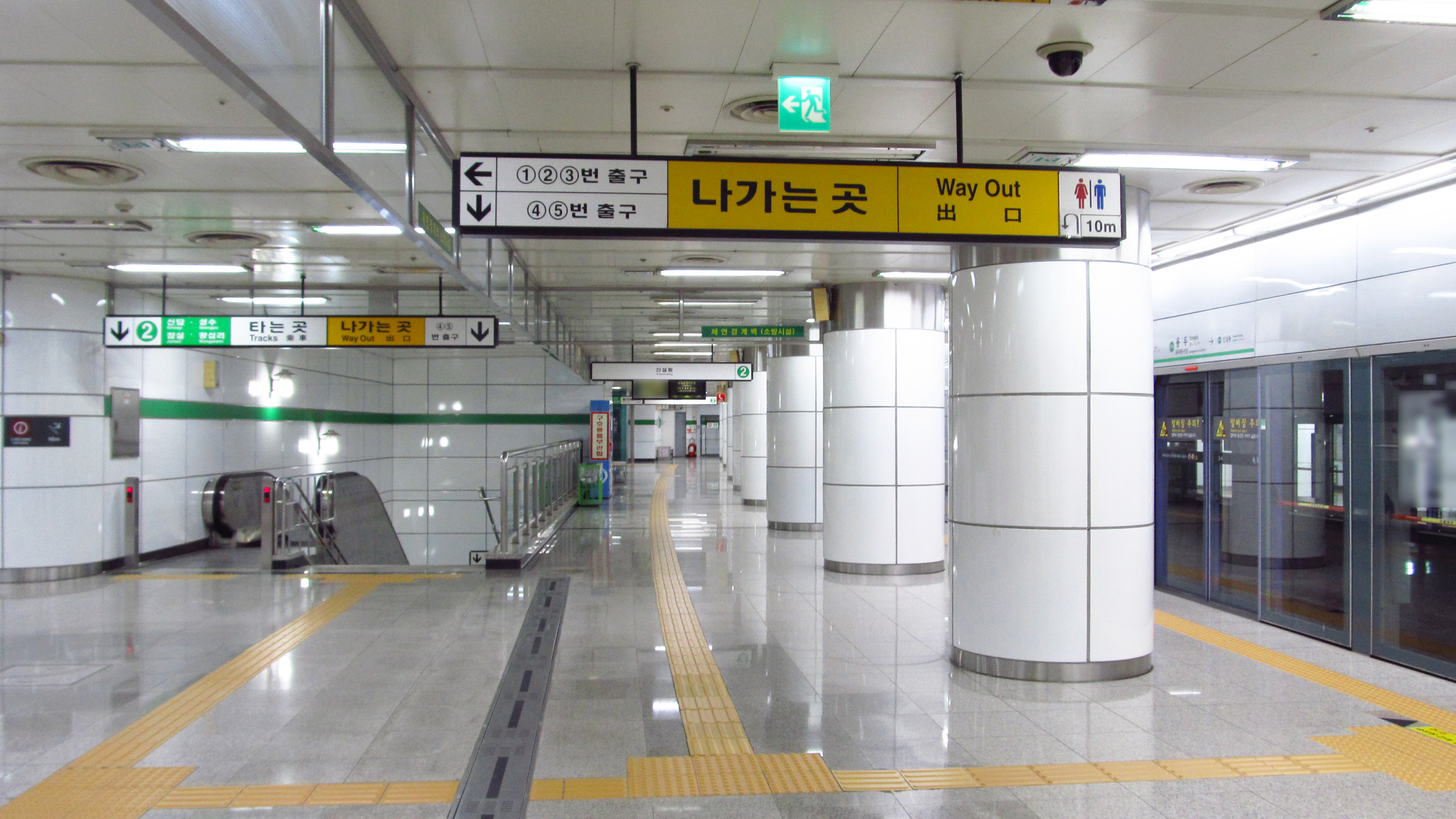
En 2018
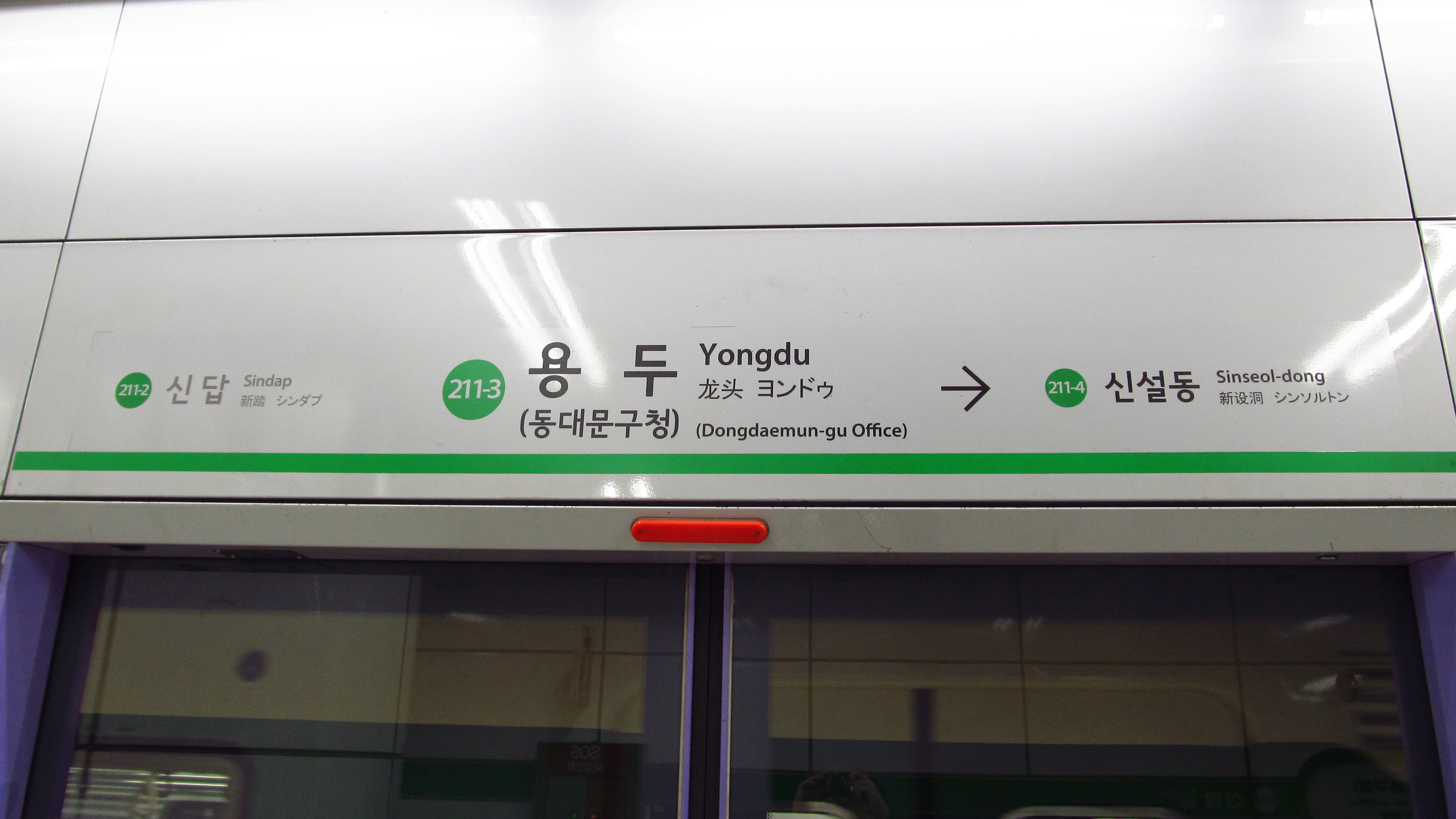
En 2018.
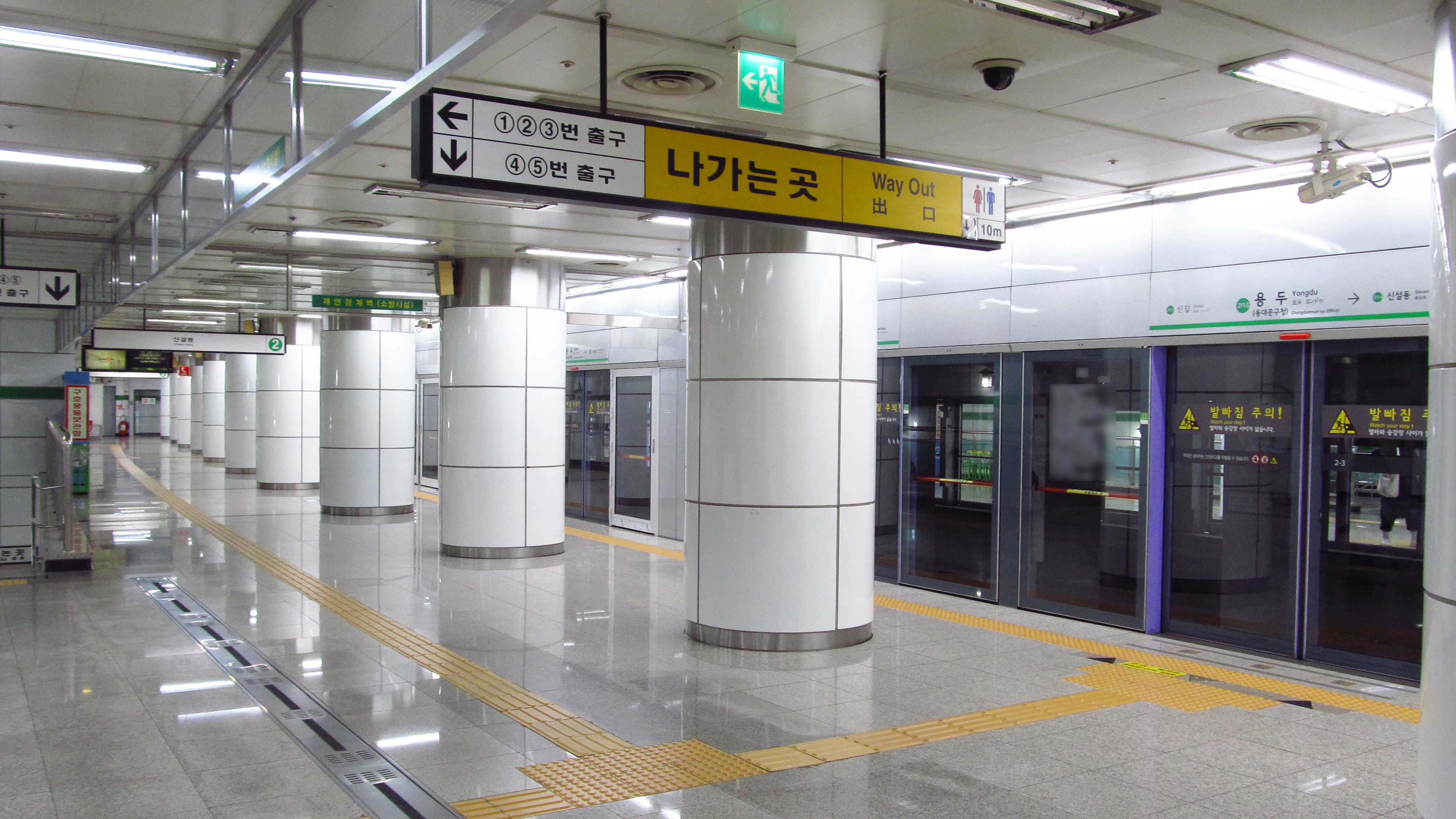
En 2018.

### Intermodalité
Des arrêts de bus urbains sont situés à proximité de l'accès à la station.

## À proximité
La station dessert des administrations et des établissements scolaires, mais aussi : le parc de quartier de Jeongneungcheon, le marché de Gyeongdong, le parc de quartier de Yongdun et le centre culturel Cheonggyecheon.